# 隆派恩鎮區 (明尼蘇達州艾塔斯卡縣)
隆派恩鎮區（英語：Lone Pine Township）是位於美國明尼蘇達州艾塔斯卡縣的一個行政鎮區。

## 地方資料
隆派恩鎮區的面積為95.50平方千米，當中陸地面積為85.09平方千米，而水域面積為10.41平方千米。根據2020年美國人口普查的數據，當地共有人口415人，而人口密度為每平方千米4.35人。